# Somers Point
Somers Point é uma cidade localizada no estado americano de Nova Jérsei, no Condado de Atlantic.

## Demografia
Segundo o censo americano de 2000, a sua população era de 11.614 habitantes.
Em 2006, foi estimada uma população de 11.573, um decréscimo de 41 (-0.4%).

## Geografia
De acordo com o United States Census Bureau tem uma área de
13,3 km², dos quais 10,4 km² cobertos por terra e 2,9 km² cobertos por água.

## Localidades na vizinhança
O diagrama seguinte representa as localidades num raio de 12 km ao redor de Somers Point.